# Pigment
Pigment (lat. pigmentum, "farve") er stoffer, der ændrer farven af det lys, der reflekteres fra det, som følge af selektiv farveabsorption. Ordet farvestof benyttes ofte om både de opløselige og de uopløselige farvestoffer - pigmenter.

## Biologiske pigmenter
Farvestoffer forekommer i cellerne i forskellige væv hos dyr og planter.
Hertil hører antocyaniner, grønkorn, hæmoglobin, flavonoider, karotener og melaniner. 
Pigment betinger hud-, øjen- og hårfarve; afrikaneres hud indeholder således mere melanin end europæeres. 
Solbrændthed skyldes bl.a. øget melanindannelse i huden. Nogle biologiske pigmenter benyttes også som farvepigmenter.

## Farvepigment
Pulvere af uorganiske eller organiske stoffer, der er helt eller delvis uopløselige i vandige eller olieholdige bindemidler, anvendes i maling og som fyldstoffer i plast og kautsjuk.